# Rivière Jean-Larose
Pour les articles homonymes, voir Larose.
La rivière Jean-Larose est un affluent de la rivière Sainte-Anne, coulant sur la rive nord du fleuve Saint-Laurent, dans la région administrative de la Capitale-Nationale, dans la province de Québec, au Canada. Cette rivière traverse successivement les municipalités régionales de comté (MRC) de :
- Charlevoix (municipalité régionale de comté) : dans le territoire non organisé de Lac-Pikauba ;
- La Côte-de-Beaupré : dans les municipalités de Saint-Ferréol-les-Neiges et Beaupré.

La partie inférieure de cette petite vallée est desservie par le boulevard les Neiges route 360 qui remonte la vallée d'abord par le côté ouest, puis passe du côté est de la rivière. 

## Géographie
La rivière Jean-Larose prend sa source à l'embouchure d'un petit lac de montagne au nord-ouest du mont Sainte-Anne, dans le territoire non organisé de Lac-Pikauba. Cette source est située :
- à l'est du lac Saint-Hilaire ;
- au nord-ouest du sommet du mont Sainte-Anne ;
- au nord-ouest de l'embouchure de la rivière Jean-Larose ;
- au nord-ouest de l'embouchure de la rivière Sainte-Anne.

Cette rivière contourne le Mont Sainte-Anne en traversant le territoire du Parc du Mont Saint-Anne. À partir de cette source, le cours de la rivière Jean-Larose descend des contreforts laurentiens sur environ 19 km, avec une dénivellation de 618 m, selon les segments suivants :
- vers le sud-est en dévalant la montagne, jusqu'à un coude de rivière ;
- vers le nord-est dans une vallée encaissée formant un crochet vers l'est en fin de segment, jusqu'à un ruisseau (venant du sud) ;
- vers le nord-est en formant un S en début de segment, puis en courbe vers le nord-ouest, jusqu'à un coude de rivière ;
- vers le sud-est, notamment en traversant une zone de rapides, puis en courbant vers les sud, jusqu'à un ruisseau (venant du nord-ouest) ;
- vers le sud, bifurquant vers le sud-ouest en fin de segment, jusqu'à la décharge (venant de l'ouest) d'un petit lac non identifié ;
- vers le sud en contournant le Bourg-les-Neiges, en traversant une série de rapides puis en traversant un lac non identifié (altitude : 160 m), jusqu'au barrage à son embouchure ;
- vers le sud-est avec une dénivellation de 135 m, jusqu'à son embouchure[1].

Le cours de la rivière emprunte un couloir de pierre sculpté en forme d'escalier par l'érosion, générant plusieurs chutes et des séries de rapides. En fin de parcours, le courant tombe d'une hauteur de 69 m dans la rivière Sainte-Anne par les chutes Jean-Larose, aussi désignées chutes Larose. La rivière Jean-Larose se déverse sur la rive ouest d'un plan d'eau formé par un barrage sur la rivière Sainte-Anne, dans Beaupré. Cette confluence est située tout près du barrage au nord-ouest de la confluence de la rivière Sainte-Anne avec le Fleuve Saint-Laurent et au nord du pont menant de la Côte-de-Beaupré à l'Île d'Orléans.
À partir de la confluence de la rivière Jean-Larose, le courant coule généralement vers le sud-ouest par le cours de la rivière Sainte-Anne, en traversant le centre-ville de Beaupré, jusqu'à la rive nord-ouest du fleuve Saint-Laurent.

## Toponymie
En 1725, un dénommé Jean Belleau, dit Larose, censitaire dans la seigneurie de Gaudarville (près de la rivière du Cap Rouge), obtient la concession d'une terre près des chutes avec son frère Pierre. Néanmoins, le lien entre le nom de ce défricheur et celui du toponyme de la rivière n'est pas établi avec certitude. En 1769, le Séminaire de Québec, seigneur des lieux, a fait bâtir sur ses bords un moulin à farine ; ce moulin a été en activité jusqu'à sa destruction en 1900 par un incendie. Le toponyme rivière Jean Larose est en usage depuis le XIXe siècle ; toutefois, la rivière avait été identifiée par Joseph Bouchette sous le nom Rivière à la Rose sur sa carte de 1815.
Le toponyme Rivière Jean-Larose a été officialisé le 5 décembre 1968 à la Banque des noms de lieux de la Commission de toponymie du Québec.

## Barrage Jean-Larose

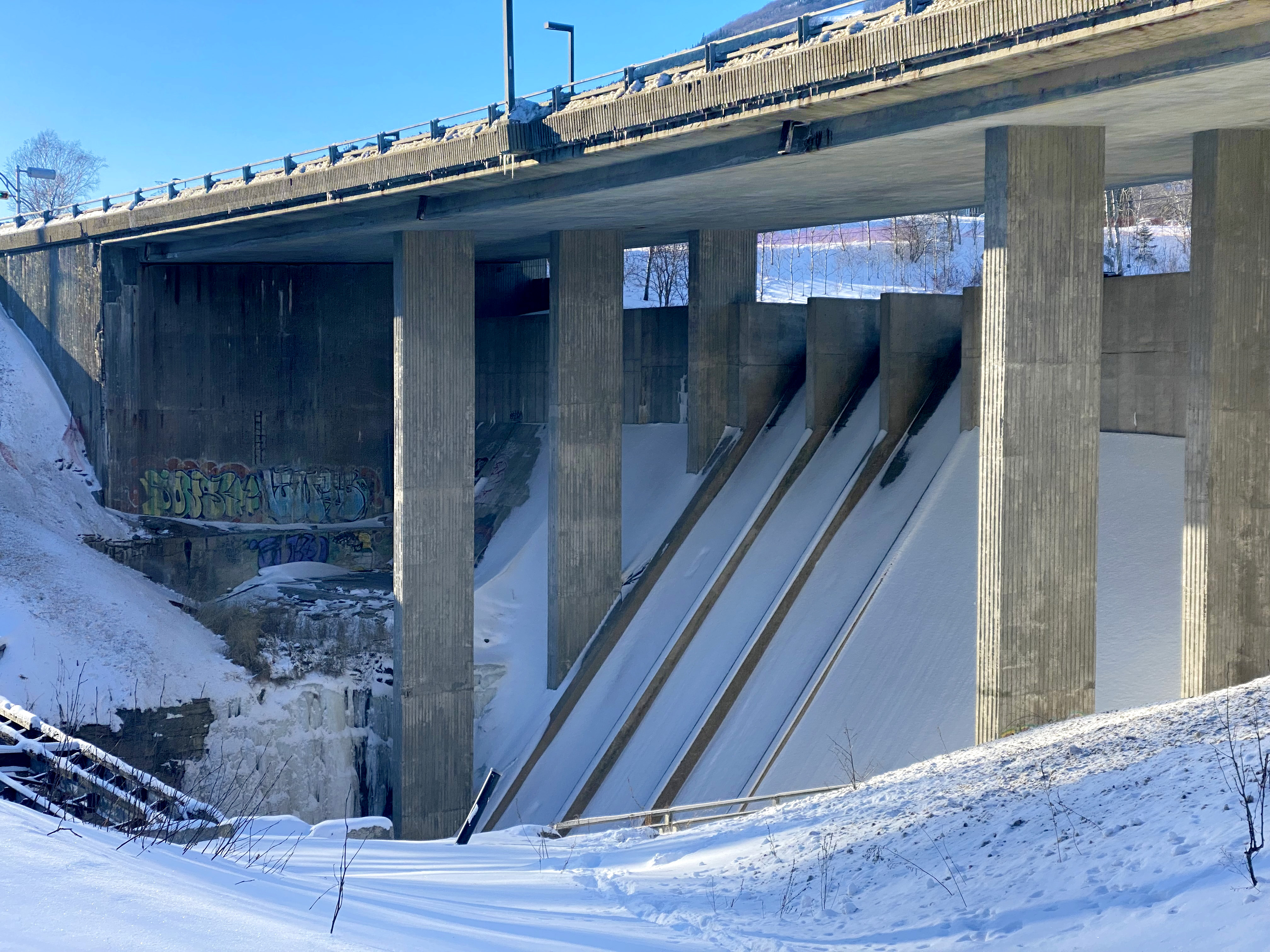
Le barrage Jean-Larose en janvier 2024

Le barrage Jean-Larose est situé dans la municipalité de Saint-Ferréol-les-Neiges, dans la région administrative de la Capitale-Nationale, au sein de la MRC de La Côte-de-Beaupré. Ce barrage, construit en 1975, est de type béton-gravité avec une hauteur de 18 mètres, une longueur de 259 mètres et une capacité de retenue de 10 m³. La hauteur de la retenue atteint 17 mètres et le réservoir associé couvre une superficie de 7,7 hectares. Le barrage repose sur un terrain de fondation en roc et se trouve dans une zone sismique classée 5. Il est classé dans la catégorie administrative à faible contenance et sert principalement à des fins récréatives et de villégiature. Le barrage appartient à la Société des établissements de plein air du Québec (Sépaq).